# Anūpshahr
Anūpshahr är en ort i Indien.   Den ligger i distriktet Bulandshahr och delstaten Uttar Pradesh, i den norra delen av landet, 110 km öster om huvudstaden New Delhi. Anūpshahr ligger 197 meter över havet och antalet invånare är 25 306.
Terrängen runt Anūpshahr är mycket platt. Runt Anūpshahr är det tätbefolkat, med 511 invånare per kvadratkilometer. Närmaste större samhälle är Jahāngīrābād, 16,8 km väster om Anūpshahr. Trakten runt Anūpshahr består till största delen av jordbruksmark.